# نهائي كأس الكونكاكاف الذهبية 2025
نهائي كأس الكونكاكاف الذهبية 2025 مباراة كرة قدم لتحديد الفائز بكأس الكونكاكاف الذهبية 2025. هذه المباراة النهائي الثامن عشر لكأس الذهبية في 6 يوليو 2025 على ملعب إن آر جي في هيوستن، تكساس، الولايات المتحدة، ضمن بطولة الذي تقام كل عامين ويتنافس فيها المنتخبات الوطنية للرجال التي تمثل الاتحادات الأعضاء في اتحاد أمريكا الشمالية والوسطى والكاريبي (الكونكاكاف) والضيف المدعو، بين منتخبي الولايات المتحدة والمكسيك لتحديد بطل أمريكا الشمالية وأمريكا الوسطى ومنطقة البحر الكاريبي.

## النهائي
بعد إقصاء منتخب الولايات المتحدة الأمريكية للرجال من دور المجموعات في كوبا أمريكا 2024، أُعفي المدرب غريغ برهالتر من مهامه في سبتمبر من العام نفسه. حل محله المدرب الأرجنتيني ماوريسيو بوتشيتينو. الذي قاد الولايات المتحدة التي كانت حاملة اللقب ثلاث مرات في البطولة، لتحتل المركز الرابع في دوري أمم الكونكاكاف 2024-25 بعد إقصائها 0-1 أمام بنما في نصف النهائي، وخسارتها 2-1 في مباراة تحديد المركز الثالث أمام كندا.
تحمل المكسيك لقب كأس الكونكاكاف الذهبية حيث فازت بلقبها التاسع في نسخة 2023، وهي أيضًا حاملة لقب دوري أمم الكونكاكاف. وقد حققت كلا الفوزين ضد بنما. كانت هذه هي المرة الثامنة التي يلتقي فيها المنتخبان المكسيكي والأمريكي في نهائي كأس الكونكاكاف الذهبية؛ حيث انتصرت المكسيك في أعوام 1993، 1998، 2009، 2011، و2019، بينما فازت الولايات المتحدة في عامي 2007 و2021.

### النهائيات السابقة
منذ 1991 .
| منتخب            | الظهور في النهائيات (الخط الغليظ يشير للفوز باللقب)                         |
| ---------------- | --------------------------------------------------------------------------- |
| الولايات المتحدة | 12 (1991, 1993، 1998, 2002, 2005, 2007, 2009، 2011, 2013, 2017, 2019, 2021) |
| المكسيك          | 11 (1993, 1996, 1998, 2003, 2007, 2009, 2011, 2015, 2019, 2021, 2023)       |

## مسار الفريقين قبل النهائي

### الولايات المتحدة
| الجولة | ضد               | النتيجة      |
| ------ | ---------------- | ------------ |
| 1      | ترينيداد وتوباغو | 0-5          |
| 2      | السعودية         | 1–0          |
| 3      | هايتي            | 2–1          |
| ر.ن    | كوستاريكا        | 2–2 (4–3 ج.) |
| ن.ن    | غواتيمالا        | 2–1          |

### المكسيك
| الجولة | ضد                  | النتيجة |
| ------ | ------------------- | ------- |
| 1      | جمهورية الدومينيكان | 3–2     |
| 2      | سورينام             | 2–0     |
| 3      | كوستاريكا           | 0–0     |
| ر.ن    | السعودية            | 2–0     |
| ن.ن    | هندوراس             | 1–0     |

## المكان
المباراة النهائية على ملعب إن آر جي في هيوستن، تكساس، الولايات المتحدة. هي أول مباراة نهائية تقام على هذا الملعب الذي بني لفريق هيوستن تكسانز من الدوري الوطني لكرة القدم. وأول مباراة نهائية تقام في منطقة هيوستن. في 30 أكتوبر 2024، أعلن اتحاد أمريكا الشمالية والوسطى والكاريبي لكرة القدم أن ملعب إن آر جي سيكون مكان استضافة المباراة النهائية. ومن المقرر أيضًا أن يستضيف الملعب مباريات خلال بطولة كأس العالم لكرة القدم 2026.

## المباراة

### تفاصيل المباراة
| الولايات المتحدة | 1–2   | المكسيك                                 |
| ---------------- | ----- | --------------------------------------- |
| كريس ريتشاردز 4' | تقرير | - راؤول خيمينيز 27' - إدسون ألفاريز 77' |